# Prionapteryx spasmatica
Prionapteryx spasmatica là một loài bướm đêm trong họ Crambidae.